# 26-й гвардейский истребительный авиационный полк ПВО
26-й гвардейский истребительный авиационный полк (26-й гв. иап)— воинское подразделение Вооружённых Сил СССР в Великой Отечественной войне.

## История наименований полка
За весь период своего существования полк несколько раз менял своё наименование:
- 26-й истребительный авиационный полк;
- 26-й истребительный авиационный полк ПВО (05.07.1941 г.);
- 26-й гвардейский истребительный авиационный полк ПВО (22.11.1942 г.);
- 26-й гвардейский истребительный авиационный полк (01.04.1961 г.);
- 26-й гвардейский истребительно-бомбардировочный авиационный полк (01.04.1961 г.);
- 26-й гвардейский авиационный полк истребителей-бомбардировщиков (01.11.1976 г.);
- 26-й гвардейский бомбардировочный авиационный полк (1979 г.);
- Полевая почта 55743.

## История
Сформирован 22 ноября 1942 года путём преобразования 26-го истребительного авиационного полка. В составе действующей армии с 22 ноября 1942 года по 15 октября 1944 года.
К моменту преобразования полка (на 6 ноября 1942 года) на его вооружении состояли 20 «Харрикейнов», а также три И-16 и шесть МиГ-3. Полк был задействован на обороне Ленинграда, причём в основном использовался как специализированный полк ночных истребителей. 
Интересно то, что 2-я эскадрилья полка была именной, она носила имя Героя Советского Союза Д. Е. Оскаленко, погибшего ещё в составе 26-го истребительного полка 26 сентября 1942 года
До конца войны действует в районе Ленинграда. 26 апреля 1943 года получил на вооружение ещё 8 истребителей «Харрикейн», переоборудованных советским пушечным вооружением, 6 мая 1943 года — ещё 10, оборудованных радарами. С июня 1943 года начал получать истребители «Спитфайры» модификации Mk V.
В январе 1944 года принимает участие в Ленинградско-Новгородской операции, так 1 февраля 1944 года штурмует колонны противника севернее Луги.
В марте 1944 года был вооружён истребителями Як-9, а в феврале 1945 года получил «Спитфайры» модификации Mk IX, на два из которых были даже установлены опытные образцы передовой по тем временам аппаратуры телевизионной связи РД-1. С октября 1944 года участия в боевых действиях не принимал, барражируя над Ленинградом. 
С 1957 по 1960 годы в этом полку проходил службу будущий космонавт-2 Герман Степанович Титов (аэродром Прибылово, посёлок Глебычево).

## Подчинение
| Дата            | Фронт (округ) | Армия                   | Корпус                                                | Дивизия | Примечания |
| --------------- | ------------- | ----------------------- | ----------------------------------------------------- | ------- | ---------- |
| 01.12.1942 года | -             | Ленинградская армия ПВО | 7-й истребительный авиационный корпус ПВО             | -       | -          |
| 01.01.1943 года | -             | Ленинградская армия ПВО | 7-й истребительный авиационный корпус ПВО             | -       | -          |
| 01.02.1943 года | -             | Ленинградская армия ПВО | 7-й истребительный авиационный корпус ПВО             | -       | -          |
| 01.03.1943 года | -             | Ленинградская армия ПВО | 7-й истребительный авиационный корпус ПВО             | -       | -          |
| 01.04.1943 года | -             | Ленинградская армия ПВО | 7-й истребительный авиационный корпус ПВО             | -       | -          |
| 01.05.1943 года | -             | Ленинградская армия ПВО | 7-й истребительный авиационный корпус ПВО             | -       | -          |
| 01.06.1943 года | -             | Ленинградская армия ПВО | 7-й истребительный авиационный корпус ПВО             | -       | -          |
| 01.07.1943 года | -             | Ленинградская армия ПВО | 7-й истребительный авиационный корпус ПВО             | -       | -          |
| 01.08.1943 года | -             | Ленинградская армия ПВО | 2-й гвардейский истребительный авиационный корпус ПВО | -       | -          |
| 01.09.1943 года | -             | Ленинградская армия ПВО | 2-й гвардейский истребительный авиационный корпус ПВО | -       | -          |
| 01.10.1943 года | -             | Ленинградская армия ПВО | 2-й гвардейский истребительный авиационный корпус ПВО | -       | -          |
| 01.11.1943 года | -             | Ленинградская армия ПВО | 2-й гвардейский истребительный авиационный корпус ПВО | -       | -          |
| 01.12.1943 года | -             | Ленинградская армия ПВО | 2-й гвардейский истребительный авиационный корпус ПВО | -       | -          |
| 01.01.1944 года | -             | Ленинградская армия ПВО | 2-й гвардейский истребительный авиационный корпус ПВО | -       | -          |
| 01.02.1944 года | -             | Ленинградская армия ПВО | 2-й гвардейский истребительный авиационный корпус ПВО | -       | -          |
| 01.03.1944 года | -             | Ленинградская армия ПВО | 2-й гвардейский истребительный авиационный корпус ПВО | -       | -          |
| 01.04.1944 года | -             | Ленинградская армия ПВО | 2-й гвардейский истребительный авиационный корпус ПВО | -       | -          |
| 01.05.1944 года | -             | Ленинградская армия ПВО | 2-й гвардейский истребительный авиационный корпус ПВО | -       | -          |
| 01.06.1944 года | -             | Ленинградская армия ПВО | 2-й гвардейский истребительный авиационный корпус ПВО | -       | -          |
| 01.07.1944 года | -             | Ленинградская армия ПВО | 2-й гвардейский истребительный авиационный корпус ПВО | -       | -          |
| 01.08.1944 года | -             | Ленинградская армия ПВО | 2-й гвардейский истребительный авиационный корпус ПВО | -       | -          |
| 01.09.1944 года | -             | Ленинградская армия ПВО | 2-й гвардейский истребительный авиационный корпус ПВО | -       | -          |
| 01.10.1944 года | -             | Ленинградская армия ПВО | 2-й гвардейский истребительный авиационный корпус ПВО | -       | -          |
| 01.11.1944 года | -             | Ленинградская армия ПВО | 2-й гвардейский истребительный авиационный корпус ПВО | -       | -          |
| 01.12.1944 года | -             | Ленинградская армия ПВО | 2-й гвардейский истребительный авиационный корпус ПВО | -       | -          |
| 01.01.1945 года | -             | Ленинградская армия ПВО | 2-й гвардейский истребительный авиационный корпус ПВО | -       | -          |
| 01.02.1945 года | -             | Ленинградская армия ПВО | 2-й гвардейский истребительный авиационный корпус ПВО | -       | -          |
| 01.03.1945 года | -             | Ленинградская армия ПВО | 2-й гвардейский истребительный авиационный корпус ПВО | -       | -          |
| 01.04.1945 года | -             | Ленинградская армия ПВО | 2-й гвардейский истребительный авиационный корпус ПВО | -       | -          |
| 01.05.1945 года | -             | Ленинградская армия ПВО | 2-й гвардейский истребительный авиационный корпус ПВО | -       | -          |

## Командиры
- Петров, Георгий Георгиевич, гвардии майор
- Мациевич, Василий Антонович, гвардии майор
- гвардии полковник Квадяев ( - 1985 г.)
- Онуфрицов Ю. (1985 - 1989 гг.).

## Отличившиеся воины полка
| Награда | Ф. И. О.                    | Должность     | Звание          | Дата награждения | Данные о вылетах | Примечания |
| ------- | --------------------------- | ------------- | --------------- | ---------------- | --- | ---------- |
|         | Щербина, Николай Гаврилович | штурман полка | гвардии капитан | 22.08.1944       | всего за время войны совершил 445 боевых вылетов, в 52 воздушных боях сбил лично 7 и в составе группы 4 самолёта противника, уничтожил на земле 12 самолётов противника. | -          |